# Château de Rouvres
 (avril 2023).
- Si vous ne connaissez pas le sujet, laissez ce bandeau (vous pouvez alors contacter les auteurs).
- Si vous supprimez le contenu mis en cause (vous pouvez préalablement contacter les auteurs),

argumentez précisément cette suppression dans la page de discussion
(un manque de référence n'est pas un argument ; une recherche réelle de référence doit avoir été effectuée, être formellement documentée).
Le château de Rouvres est un ancien château fort, fondé au XIIe siècle, dont les vestiges se dressent sur la commune française de Rouvres-en-Plaine dans le département de la Côte-d'Or en région Bourgogne-Franche-Comté.

## Localisation
Les vestiges du château de Rouvres  sont situés dans le département français de la Côte-d'Or au sud de la commune de Rouvres-en-Plaine.

## Historique
Le château, dont les origines remontent aux XIIe ou XIIIe siècles (probablement sur la base d'une ancienne motte castrale), a été le siège d'une puissante châtellenie ducale sans toutefois présenter les caractéristiques d'une véritable place forte. Propriété des ducs de Bourgogne, il est alors l'une de leurs résidences de plaisance préférées dans la région, avec Germolles et Argilly. Les ducs, mais plus encore, leurs épouses et leurs héritiers, y firent de fréquents séjours.
En 1346, Rouvres voit naître Philippe Ier de Bourgogne, également appelé Philippe de Rouvres. En 1369, Philippe le Hardi épouse Marguerite de Flandres, veuve de Philippe-de-Rouvres. Ils entreprennent alors d’importants travaux au château où ils s’installent. Jean sans Peur renforce à son tour les défenses en 1414 pendant la guerre de Cent Ans. Son épouse, Marguerite de Bavière, ajoute en 1416 une énorme tour dite « Tour Marguerite ». En 1467, la duchesse de Savoie, emprisonnée avec son fils dans ce château par Charles le Téméraire, réussit à s'enfuir après avoir enivré ses geôliers.
Après le rattachement du duché au domaine royal, le château est plus ou moins abandonné jusqu'à sa ruine au XVIIIe siècle.

## Description
Il ne subsiste de l'ancien château ducal qu'une tour et un puits. Une description détaillée des parties disparues a été dressée par Georges Frignet.
À l'opposé, au nord du village, se trouve le château Guenichot de Nogent, de construction plus récente (début XVIIIe siècle).